# Llista de topònims de Sant Gregori
Llista de topònims (noms propis de lloc) del municipi de Sant Gregori, al Gironès
Informació actualitzada per un bot. Els canvis manuals es perdran quan s'actualitzi!

## castell
| imatge | Nom                     | Ubicat a     | instància de | Detalls                                          | coordenades                                                 | Protecció                                            | Commons (més fotos)              | Dades a WD                    |
| ------ | ----------------------- | ------------ | ------------ | ------------------------------------------------ | ----------------------------------------------------------- | ---------------------------------------------------- | -------------------------------- | ----------------------------- |
|        | Castell de Cartellà     | Sant Gregori | castell      | Estil: arquitectura romànica arquitectura gòtica | 42° 00′ 43″ N, 2° 45′ 48″ E / 42.012°N,2.76329°E            | bé d'interès cultural bé cultural d'interès nacional | Castell de Cartellà              | Modifica les dades a Wikidata |
|        | Castell de Domeny       | Sant Gregori | castell      | Estil: arquitectura popular                      | 41° 59′ 25″ N, 2° 46′ 55″ E / 41.990215°N,2.781854°E        | bé cultural d'interès local                          | Castell de Domeny                | Modifica les dades a Wikidata |
|        | Castell de Sant Gregori | Sant Gregori | castell      | Estil: arquitectura gòtica                       | 41° 59′ 20″ N, 2° 44′ 26″ E / 41.988955°N,2.740498°E        | bé d'interès cultural bé cultural d'interès nacional | Castell de Sant Gregori          | Modifica les dades a Wikidata |
|        | Castell de Tudela       | Sant Gregori | castell      | Estil: arquitectura popular                      | 41° 59′ 33″ N, 2° 42′ 53″ E / 41.9925°N,2.71485°E Sant Grau | bé d'interès cultural bé cultural d'interès nacional | Castell de Tudela (Sant Gregori) | Modifica les dades a Wikidata |

## cementiri
| imatge | Nom                                  | Ubicat a     | instància de | Detalls                                  | coordenades                                                                          | Protecció                                  | Commons (més fotos)                  | Dades a WD                    |
| ------ | ------------------------------------ | ------------ | ------------ | ---------------------------------------- | ------------------------------------------------------------------------------------ | ------------------------------------------ | ------------------------------------ | ----------------------------- |
|        | Cementiri Municipal de Sant Gregrori | Sant Gregori | cementiri    | Estil: arquitectura popular 20th century | 41° 59′ 30″ N, 2° 44′ 12″ E / 41.991805°N,2.736533°E ca:Barri de l'Església 120 msnm | bé cultural d'interès local                | Cementiri Municipal de Sant Gregrori | Modifica les dades a Wikidata |
|        | cementiri de Sant Medir              | Sant Gregori | cementiri    | Estil: arquitectura popular              | 42° 01′ 38″ N, 2° 46′ 23″ E / 42.027144°N,2.773183°E ca:Sant Medir 206 msnm          | bé integrant del patrimoni cultural català | Cementiri de Sant Medir              | Modifica les dades a Wikidata |

## curs d'aigua
| imatge | Nom               | Ubicat a                                                   | instància de               | Detalls                                                 | coordenades | Protecció                   | Commons (més fotos) | Dades a WD                    |
| ------ | ----------------- | ---------------------------------------------------------- | -------------------------- | ------------------------------------------------------- | --- | --------------------------- | ------------------- | ----------------------------- |
|        | Ter               | Ripollès Osona Selva Gironès Baix Empordà                  | curs d'aigua riu principal | Desemboca: mar Mediterrània Llarg: 208km Conca: 3010km² | 42° 25′ 40″ N, 2° 15′ 24″ E / 42.427778°N,2.256667°E 42° 01′ 24″ N, 3° 11′ 31″ E / 42.02347°N,3.19187°E               |                             | Ter River           | Modifica les dades a Wikidata |
|        | riera d'en Xuncla | Canet d'Adri Palol de Revardit Sant Gregori Sarrià de Ter  | curs d'aigua               | Desemboca: Ter                                          | | bé cultural d'interès local | Riera d'en Xuncla   | Modifica les dades a Wikidata |
|        | riera de Llémena  | Sant Aniol de Finestres Sant Martí de Llémena Sant Gregori | curs d'aigua               | Desemboca: Ter Llarg: 31.64km                           | 42° 03′ 50″ N, 2° 36′ 54″ E / 42.06383889°N,2.615°E 41° 58′ 55″ N, 2° 46′ 06″ E / 41.981944444444°N,2.7683333333333°E |                             | Riera de Llémena    | Modifica les dades a Wikidata |

## edifici
| imatge | Nom                             | Ubicat a               | instància de     | Detalls                                  | coordenades                                                                           | Protecció                                  | Commons (més fotos)             | Dades a WD                    |
| ------ | ------------------------------- | ---------------------- | ---------------- | ---------------------------------------- | ------------------------------------------------------------------------------------- | ------------------------------------------ | ------------------------------- | ----------------------------- |
|        | Antiga Rectoria de Sant Medir   | Sant Medir de Cartellà | edifici          | Estil: arquitectura popular 17th century | 42° 01′ 39″ N, 2° 46′ 21″ E / 42.027377°N,2.772542°E 204 msnm                         | bé cultural d'interès local                | Antiga Rectoria de Sant Medir   | Modifica les dades a Wikidata |
|        | Antiga rectoria de Sant Gregori | Sant Gregori           | edifici          | Estil: arquitectura popular 16th century | 41° 59′ 29″ N, 2° 44′ 17″ E / 41.991389°N,2.737947°E ca:Veïnat de l'Església 110 msnm | bé cultural d'interès local                | Antiga rectoria de Sant Gregori | Modifica les dades a Wikidata |
|        | Escoles de Cartellà             | Sant Gregori           | edifici          | Estil: noucentisme                       | 42° 01′ 27″ N, 2° 46′ 00″ E / 42.024154°N,2.766766°E                                  | bé cultural d'interès local                | Escoles de Cartellà             | Modifica les dades a Wikidata |
|        | Escut de la família Margarit    | Sant Gregori           | edifici          | Estil: arquitectura popular              | 41° 59′ 29″ N, 2° 44′ 17″ E / 41.991462°N,2.738105°E església de Sant Gregori         | bé cultural d'interès nacional             | Escut de la família Margarit    | Modifica les dades a Wikidata |
|        | Paller a Sant Medir             | Sant Gregori           | edifici pallissa | Estil: arquitectura popular              | 42° 01′ 37″ N, 2° 46′ 24″ E / 42.027059°N,2.773412°E 207 msnm                         | bé cultural d'interès local                | Paller a Sant Medir             | Modifica les dades a Wikidata |
|        | l'Hostal de Constantins         | Sant Gregori           | edifici          | Estil: arquitectura popular              | 41° 58′ 45″ N, 2° 40′ 59″ E / 41.979159°N,2.683074°E                                  | bé integrant del patrimoni cultural català | L'Hostal de Constantins         | Modifica les dades a Wikidata |

## entitat singular de població
| imatge | Nom                    | Ubicat a     | instància de                                                                   | Detalls  | coordenades                                                                    | Protecció | Commons (més fotos)     | Dades a WD                    |
| ------ | ---------------------- | ------------ | ------------------------------------------------------------------------------ | -------- | ------------------------------------------------------------------------------ | --------- | ----------------------- | ----------------------------- |
|        | Cartellà               | Sant Gregori | entitat singular de població ens local històric de Catalunya                   | 150 hab  | 42° 01′ 24″ N, 2° 45′ 59″ E / 42.023371°N,2.766356°E 175 msnm                  |           | Cartellà (Sant Gregori) | Modifica les dades a Wikidata |
|        | Constantins            | Sant Gregori | entitat singular de població ens local històric de Catalunya                   | 61 hab   | 41° 58′ 55″ N, 2° 41′ 23″ E / 41.982°N,2.6897°E 146 msnm                       |           |                         | Modifica les dades a Wikidata |
|        | Domeny                 | Sant Gregori | entitat singular de població                                                   | 86 hab   | 41° 59′ 35″ N, 2° 47′ 27″ E / 41.9931875491684°N,2.79085189530235°E 92 msnm    |           | Domeny (Sant Gregori)   | Modifica les dades a Wikidata |
|        | Ginestar               | Sant Gregori | entitat singular de població ens local històric de Catalunya                   | 136 hab  | 42° 00′ 54″ N, 2° 43′ 02″ E / 42.01512939711241°N,2.717171990818987°E 162 msnm |           | Ginestar (Sant Gregori) | Modifica les dades a Wikidata |
|        | Sant Gregori           | Sant Gregori | entitat singular de població ens local històric de Catalunya capital municipal | 3440 hab | 41° 59′ 26″ N, 2° 45′ 36″ E / 41.990475°N,2.759891°E 103 msnm                  |           |                         | Modifica les dades a Wikidata |
|        | Sant Medir de Cartellà | Sant Gregori | entitat singular de població ens local històric de Catalunya                   | 203 hab  | 42° 01′ 37″ N, 2° 46′ 22″ E / 42.026944444444°N,2.7727222222222°E 207 msnm     |           | Sant Medir de Cartellà  | Modifica les dades a Wikidata |
|        | Taialà                 | Sant Gregori | entitat singular de població ens local històric de Catalunya                   | 168 hab  | 42° 00′ 01″ N, 2° 47′ 11″ E / 42.000277777778°N,2.7864166666667°E 112 msnm     |           | Taialà                  | Modifica les dades a Wikidata |

## església
| imatge | Nom                                | Ubicat a              | instància de | Detalls                      | coordenades                                                                  | Protecció                   | Commons (més fotos)                     | Dades a WD                    |
| ------ | ---------------------------------- | --------------------- | ------------ | ---------------------------- | ---------------------------------------------------------------------------- | --------------------------- | --------------------------------------- | ----------------------------- |
|        | Mare de Déu de la Pietat           | Sant Gregori          | església     | Estil: arquitectura popular  | 41° 59′ 12″ N, 2° 42′ 06″ E / 41.986734°N,2.701622°E                         |                             | Mare de Déu de la Pietat (Sant Gregori) | Modifica les dades a Wikidata |
|        | Sant Bartomeu de Segalars          | Sant Gregori          | església     | Estil: arquitectura romànica | 41° 58′ 42″ N, 2° 44′ 56″ E / 41.97831024128°N,2.7490146142927°E             | bé cultural d'interès local | Sant Bartomeu de Segalars               | Modifica les dades a Wikidata |
|        | Sant Feliu de Cartellà             | Sant Gregori          | església     | Estil: arquitectura popular  | 42° 01′ 25″ N, 2° 45′ 59″ E / 42.023676°N,2.766345°E                         |                             | Sant Feliu de Cartellà                  | Modifica les dades a Wikidata |
|        | Sant Grau de Sant Gregori          | Sant Gregori          | església     |                              | 41° 59′ 33″ N, 2° 42′ 54″ E / 41.992445°N,2.715031°E Sant Grau               | bé cultural d'interès local | Sant Grau de Tudela                     | Modifica les dades a Wikidata |
|        | Sant Narcís de Talaià              | Sant Gregori          | església     | Estil: arquitectura popular  | 41° 59′ 56″ N, 2° 47′ 30″ E / 41.998777°N,2.791799°E                         |                             | Sant Narcís de Taialà                   | Modifica les dades a Wikidata |
|        | Sant Vicenç de Constantins         | Sant Gregori          | església     | Estil: arquitectura popular  | 41° 58′ 57″ N, 2° 41′ 24″ E / 41.982609°N,2.689896°E                         | bé cultural d'interès local | Sant Vicenç de Constantins              | Modifica les dades a Wikidata |
|        | Santa Afra (Sant Gregori)          | Sant Gregori Ginestar | església     | Estil: barroc                | 42° 00′ 22″ N, 2° 43′ 14″ E / 42.0061°N,2.72069°E                            |                             | Santuari de Santa Afra                  | Modifica les dades a Wikidata |
|        | Santa Esperança                    | Sant Gregori          | església     |                              | 42° 00′ 44″ N, 2° 45′ 48″ E / 42.0123184750814°N,2.76342265032087°E          |                             |                                         | Modifica les dades a Wikidata |
|        | Santa Maria de Calders             | Sant Gregori          | església     | Estil: arquitectura romànica | 41° 58′ 49″ N, 2° 40′ 17″ E / 41.9803°N,2.6715°E                             |                             | Santa Maria de Calders                  | Modifica les dades a Wikidata |
|        | Santa Maria de Ginestar            | Sant Gregori          | església     | Estil: arquitectura popular  | 42° 00′ 55″ N, 2° 42′ 57″ E / 42.015325°N,2.715752°E                         |                             | Santa Maria de Ginestar                 | Modifica les dades a Wikidata |
|        | església de Sant Gregori           | Sant Gregori          | església     |                              | 41° 59′ 29″ N, 2° 44′ 18″ E / 41.991475°N,2.738243°E el Veïnat de l'Església | bé cultural d'interès local | Església de Sant Gregori                | Modifica les dades a Wikidata |
|        | església de Sant Medir de Cartellà | Sant Gregori          | església     |                              | 42° 01′ 38″ N, 2° 46′ 24″ E / 42.027167°N,2.773406°E                         |                             | Església de Sant Medir de Cartellà      | Modifica les dades a Wikidata |

## forn de calç
| imatge | Nom                       | Ubicat a     | instància de | Detalls                     | coordenades | Protecció                                  | Commons (més fotos) | Dades a WD                    |
| ------ | ------------------------- | ------------ | ------------ | --------------------------- | ----------- | ------------------------------------------ | ------------------- | ----------------------------- |
|        | Forn de calç Can Comamala | Sant Gregori | forn de calç | Estil: arquitectura popular |             | bé integrant del patrimoni cultural català |                     | Modifica les dades a Wikidata |
|        | Forn de calç el Palau     | Sant Gregori | forn de calç | Estil: arquitectura popular |             | bé integrant del patrimoni cultural català |                     | Modifica les dades a Wikidata |
|        | Forn de calç la Sínia     | Sant Gregori | forn de calç | Estil: arquitectura popular |             | bé integrant del patrimoni cultural català |                     | Modifica les dades a Wikidata |

## granja
| imatge | Nom                   | Ubicat a     | instància de | Detalls | coordenades                                                         | Protecció | Commons (més fotos) | Dades a WD                    |
| ------ | --------------------- | ------------ | ------------ | ------- | ------------------------------------------------------------------- | --------- | ------------------- | ----------------------------- |
|        | Granges d'en Perers   | Sant Gregori | granja       |         | 41° 58′ 28″ N, 2° 43′ 14″ E / 41.9743760569389°N,2.72053402722445°E |           |                     | Modifica les dades a Wikidata |
|        | Granges de Can Trumfa | Sant Gregori | granja       |         | 41° 58′ 38″ N, 2° 43′ 27″ E / 41.9772758170828°N,2.72409419285373°E |           |                     | Modifica les dades a Wikidata |
|        | Granja de Cal Gall    | Sant Gregori | granja       |         | 41° 59′ 16″ N, 2° 45′ 20″ E / 41.9878308524634°N,2.75553347112212°E |           |                     | Modifica les dades a Wikidata |

## jaciment arqueològic
| imatge | Nom                  | Ubicat a     | instància de         | Detalls | coordenades                                                            | Protecció                       | Commons (més fotos) | Dades a WD                    |
| ------ | -------------------- | ------------ | -------------------- | ------- | ---------------------------------------------------------------------- | ------------------------------- | ------------------- | ----------------------------- |
|        | Pla d'en Serra       | Sant Gregori | jaciment arqueològic |         | 41° 59′ 31″ N, 2° 45′ 49″ E / 41.99195°N,2.763654°E                    | espai de protecció arqueològica |                     | Modifica les dades a Wikidata |
|        | la Jueria del Centre | Sant Gregori | jaciment arqueològic |         | 41° 59′ 26″ N, 2° 46′ 02″ E / 41.99063888888889°N,2.7672777777777777°E | espai de protecció arqueològica |                     | Modifica les dades a Wikidata |

## masia
| imatge | Nom                              | Ubicat a     | instància de     | Detalls                                          | coordenades | Protecció                                  | Commons (més fotos)          | Dades a WD                    |
| ------ | -------------------------------- | ------------ | ---------------- | ------------------------------------------------ | --- | ------------------------------------------ | ---------------------------- | ----------------------------- |
|        | Ca l'Aleix                       | Sant Gregori | masia            |                                                  | 41° 59′ 33″ N, 2° 41′ 36″ E / 41.9924189717195°N,2.69330231851931°E                                             |                                            |                              | Modifica les dades a Wikidata |
|        | Ca l'Andreu                      | Sant Gregori | masia            |                                                  | 42° 01′ 17″ N, 2° 46′ 44″ E / 42.021491082401°N,2.77890988401183°E                                              |                                            |                              | Modifica les dades a Wikidata |
|        | Ca l'Auric                       | Sant Gregori | masia            |                                                  | 42° 02′ 14″ N, 2° 46′ 19″ E / 42.0372931887918°N,2.77200475568025°E                                             |                                            |                              | Modifica les dades a Wikidata |
|        | Ca l'Esclopeter                  | Sant Gregori | masia            |                                                  | 42° 00′ 40″ N, 2° 44′ 09″ E / 42.0110604681144°N,2.73585596770403°E                                             |                                            |                              | Modifica les dades a Wikidata |
|        | Ca l'Esquerrà                    | Sant Gregori | masia            |                                                  | 42° 00′ 53″ N, 2° 47′ 11″ E / 42.0146782323452°N,2.78639737080617°E                                             |                                            |                              | Modifica les dades a Wikidata |
|        | Ca l'Hortalà                     | Sant Gregori | masia            |                                                  | 42° 00′ 46″ N, 2° 47′ 49″ E / 42.0126979691467°N,2.79698355178956°E                                             |                                            |                              | Modifica les dades a Wikidata |
|        | Ca la Cinta                      | Sant Gregori | masia            |                                                  | 41° 59′ 58″ N, 2° 44′ 49″ E / 41.9993316283058°N,2.74688027689433°E                                             |                                            |                              | Modifica les dades a Wikidata |
|        | Ca n'Àngel                       | Sant Gregori | masia            |                                                  | 42° 00′ 30″ N, 2° 44′ 33″ E / 42.0083735918996°N,2.74250904556688°E                                             |                                            |                              | Modifica les dades a Wikidata |
|        | Cal Baster                       | Sant Gregori | masia            |                                                  | 41° 59′ 37″ N, 2° 45′ 26″ E / 41.993481859051°N,2.75733494331547°E                                              |                                            |                              | Modifica les dades a Wikidata |
|        | Cal Boer                         | Sant Gregori | masia            |                                                  | 42° 00′ 28″ N, 2° 45′ 06″ E / 42.0078985030458°N,2.75171303038999°E                                             |                                            |                              | Modifica les dades a Wikidata |
|        | Cal Bord                         | Sant Gregori | masia            |                                                  | 41° 58′ 39″ N, 2° 44′ 52″ E / 41.9774022886837°N,2.74775171236956°E                                             |                                            |                              | Modifica les dades a Wikidata |
|        | Cal Cisteller                    | Sant Gregori | masia            |                                                  | 41° 58′ 56″ N, 2° 45′ 34″ E / 41.9823088026669°N,2.7593450054346°E                                              |                                            |                              | Modifica les dades a Wikidata |
|        | Cal Corder Manescal              | Sant Gregori | masia            |                                                  | 41° 59′ 41″ N, 2° 45′ 22″ E / 41.9946680172277°N,2.7560506247838°E                                              |                                            |                              | Modifica les dades a Wikidata |
|        | Cal Corder Nou                   | Sant Gregori | masia            |                                                  | 41° 59′ 59″ N, 2° 44′ 36″ E / 41.9997468121282°N,2.7432200082156°E                                              |                                            |                              | Modifica les dades a Wikidata |
|        | Cal Cucut                        | Sant Gregori | masia            |                                                  | 41° 59′ 59″ N, 2° 45′ 06″ E / 41.9998376428142°N,2.75175644306467°E                                             |                                            |                              | Modifica les dades a Wikidata |
|        | Cal Cucut                        | Sant Gregori | masia            | Estat: ruïnós                                    | 42° 00′ 27″ N, 2° 44′ 31″ E / 42.0075349511954°N,2.74205353427247°E 167 msnm                                    |                                            |                              | Modifica les dades a Wikidata |
|        | Cal Ferrer                       | Sant Gregori | masia            |                                                  | 42° 01′ 42″ N, 2° 45′ 54″ E / 42.0284706099906°N,2.76500566508468°E                                             |                                            |                              | Modifica les dades a Wikidata |
|        | Cal Ferro                        | Sant Gregori | masia            |                                                  | 42° 00′ 55″ N, 2° 43′ 02″ E / 42.0152585418292°N,2.71735987515674°E                                             |                                            |                              | Modifica les dades a Wikidata |
|        | Cal Frare                        | Sant Gregori | masia            |                                                  | 41° 59′ 51″ N, 2° 44′ 12″ E / 41.997525652771°N,2.73680543971213°E                                              |                                            |                              | Modifica les dades a Wikidata |
|        | Cal Geca                         | Sant Gregori | masia            |                                                  | 42° 00′ 56″ N, 2° 43′ 05″ E / 42.0155126254191°N,2.71813171932844°E                                             |                                            |                              | Modifica les dades a Wikidata |
|        | Cal Guardabosc                   | Sant Gregori | masia            |                                                  | 42° 00′ 30″ N, 2° 43′ 43″ E / 42.008458942312°N,2.72872963072766°E                                              |                                            |                              | Modifica les dades a Wikidata |
|        | Cal Guardabosc de Dalt           | Sant Gregori | masia            |                                                  | 42° 00′ 33″ N, 2° 43′ 46″ E / 42.0091721984739°N,2.7294632635466°E                                              |                                            |                              | Modifica les dades a Wikidata |
|        | Cal Metge                        | Sant Gregori | masia            |                                                  | 42° 00′ 15″ N, 2° 44′ 02″ E / 42.0040487909994°N,2.73390459358661°E                                             |                                            |                              | Modifica les dades a Wikidata |
|        | Cal Monjo                        | Sant Gregori | masia            |                                                  | 42° 00′ 21″ N, 2° 45′ 15″ E / 42.0057510269843°N,2.75408823721462°E                                             |                                            |                              | Modifica les dades a Wikidata |
|        | Cal Pagès                        | Sant Gregori | masia            |                                                  | 42° 00′ 13″ N, 2° 44′ 01″ E / 42.0035619885062°N,2.73371341582256°E                                             |                                            |                              | Modifica les dades a Wikidata |
|        | Cal Paraire                      | Sant Gregori | masia            |                                                  | 41° 59′ 57″ N, 2° 45′ 53″ E / 41.9992254857636°N,2.76472690734873°E                                             |                                            |                              | Modifica les dades a Wikidata |
|        | Cal Punxó                        | Sant Gregori | masia            |                                                  | 41° 59′ 26″ N, 2° 44′ 57″ E / 41.9906183647136°N,2.7492448768685°E                                              |                                            |                              | Modifica les dades a Wikidata |
|        | Cal Sant Pare Vell               | Sant Gregori | masia            |                                                  | 42° 00′ 08″ N, 2° 44′ 04″ E / 42.0022036195098°N,2.73441943707233°E                                             |                                            |                              | Modifica les dades a Wikidata |
|        | Cal Sastre                       | Sant Gregori | masia            |                                                  | 42° 01′ 08″ N, 2° 45′ 55″ E / 42.0188793458123°N,2.7653912509452°E                                              |                                            |                              | Modifica les dades a Wikidata |
|        | Can Baldiret                     | Sant Gregori | masia            |                                                  | 42° 00′ 05″ N, 2° 44′ 51″ E / 42.0013507238391°N,2.74760884792035°E                                             |                                            |                              | Modifica les dades a Wikidata |
|        | Can Barris                       | Sant Gregori | masia            |                                                  | 42° 00′ 35″ N, 2° 43′ 38″ E / 42.009617238941°N,2.72722721994195°E                                              |                                            |                              | Modifica les dades a Wikidata |
|        | Can Bassagó                      | Sant Gregori | masia            |                                                  | 41° 59′ 15″ N, 2° 41′ 58″ E / 41.987427767612°N,2.69954352687129°E                                              |                                            |                              | Modifica les dades a Wikidata |
|        | Can Bataller                     | Sant Gregori | masia            |                                                  | 41° 59′ 06″ N, 2° 41′ 37″ E / 41.9849085027964°N,2.69371259425921°E                                             |                                            |                              | Modifica les dades a Wikidata |
|        | Can Batlle                       | Sant Gregori | masia            | Estil: arquitectura popular                      | 42° 00′ 34″ N, 2° 44′ 07″ E / 42.009441°N,2.735337°E                                                            | bé cultural d'interès local                |                              | Modifica les dades a Wikidata |
|        | Can Batllori                     | Sant Gregori | masia            |                                                  | 41° 59′ 32″ N, 2° 44′ 51″ E / 41.9921728010734°N,2.74754852324155°E                                             |                                            |                              | Modifica les dades a Wikidata |
|        | Can Begudà                       | Sant Gregori | masia            |                                                  | 41° 58′ 52″ N, 2° 41′ 22″ E / 41.981249560252°N,2.68952936502533°E                                              |                                            |                              | Modifica les dades a Wikidata |
|        | Can Biel                         | Sant Gregori | masia            |                                                  | 42° 01′ 02″ N, 2° 45′ 58″ E / 42.0172328202857°N,2.76621860498346°E                                             |                                            |                              | Modifica les dades a Wikidata |
|        | Can Bilió                        | Sant Gregori | masia            |                                                  | 42° 00′ 33″ N, 2° 44′ 20″ E / 42.0091400273403°N,2.73890717554435°E                                             |                                            |                              | Modifica les dades a Wikidata |
|        | Can Bora                         | Sant Gregori | masia            |                                                  | 41° 59′ 20″ N, 2° 40′ 57″ E / 41.988953669798°N,2.6825740246212°E                                               |                                            |                              | Modifica les dades a Wikidata |
|        | Can Bosc                         | Sant Gregori | masia            |                                                  | 41° 59′ 23″ N, 2° 44′ 11″ E / 41.9897426633135°N,2.7362700823835°E el Veïnat de l'Església                      |                                            |                              | Modifica les dades a Wikidata |
|        | Can Bou                          | Sant Gregori | masia            |                                                  | 41° 59′ 48″ N, 2° 46′ 43″ E / 41.9965963893583°N,2.77874251382089°E                                             |                                            |                              | Modifica les dades a Wikidata |
|        | Can Bruno                        | Sant Gregori | masia            |                                                  | 41° 59′ 00″ N, 2° 41′ 15″ E / 41.983198547572°N,2.68751602264328°E                                              |                                            |                              | Modifica les dades a Wikidata |
|        | Can Busó                         | Sant Gregori | masia            |                                                  | 42° 00′ 13″ N, 2° 43′ 29″ E / 42.0034959955325°N,2.72482621749604°E                                             |                                            |                              | Modifica les dades a Wikidata |
|        | Can Cabildo                      | Sant Gregori | masia            |                                                  | 42° 00′ 31″ N, 2° 44′ 39″ E / 42.0086202798887°N,2.74407797522129°E                                             |                                            |                              | Modifica les dades a Wikidata |
|        | Can Cabrer                       | Sant Gregori | masia            |                                                  | 42° 01′ 29″ N, 2° 47′ 01″ E / 42.0248054690849°N,2.7836093705507°E                                              |                                            |                              | Modifica les dades a Wikidata |
|        | Can Cadamont                     | Sant Gregori | masia            | Estil: arquitectura popular 18th century         | 42° 01′ 11″ N, 2° 44′ 38″ E / 42.019814°N,2.743839°E ca:Cartellà 178 msnm                                       | bé cultural d'interès local                | Can Cadamont (Sant Gregori)  | Modifica les dades a Wikidata |
|        | Can Carbonell                    | Sant Gregori | masia            |                                                  | 42° 00′ 15″ N, 2° 43′ 34″ E / 42.0041926481008°N,2.7261394454641°E                                              |                                            |                              | Modifica les dades a Wikidata |
|        | Can Carrasquet                   | Sant Gregori | masia            |                                                  | 42° 00′ 06″ N, 2° 46′ 21″ E / 42.0015827306065°N,2.77242208259172°E                                             |                                            |                              | Modifica les dades a Wikidata |
|        | Can Caràs                        | Sant Gregori | masia            |                                                  | 42° 01′ 01″ N, 2° 45′ 40″ E / 42.017042421565°N,2.76123111418063°E                                              |                                            |                              | Modifica les dades a Wikidata |
|        | Can Casalet                      | Sant Gregori | masia            |                                                  | 41° 58′ 53″ N, 2° 45′ 42″ E / 41.9814131513109°N,2.76175054706931°E                                             |                                            |                              | Modifica les dades a Wikidata |
|        | Can Casalets                     | Sant Gregori | masia            |                                                  | 41° 59′ 36″ N, 2° 44′ 53″ E / 41.9933539375504°N,2.74812338173624°E                                             |                                            |                              | Modifica les dades a Wikidata |
|        | Can Casals                       | Sant Gregori | masia            |                                                  | 41° 59′ 04″ N, 2° 42′ 30″ E / 41.9844059964657°N,2.70826147408895°E                                             |                                            |                              | Modifica les dades a Wikidata |
|        | Can Casica                       | Sant Gregori | masia            |                                                  | 42° 01′ 03″ N, 2° 45′ 39″ E / 42.0174106343178°N,2.76072246054277°E                                             |                                            |                              | Modifica les dades a Wikidata |
|        | Can Catofa                       | Sant Gregori | masia            |                                                  | 42° 01′ 35″ N, 2° 46′ 24″ E / 42.0264517476043°N,2.77327562767956°E                                             |                                            |                              | Modifica les dades a Wikidata |
|        | Can Cisi                         | Sant Gregori | masia            |                                                  | 42° 01′ 33″ N, 2° 46′ 36″ E / 42.0257831686638°N,2.77680524421875°E                                             |                                            |                              | Modifica les dades a Wikidata |
|        | Can Clarà                        | Sant Gregori | masia            |                                                  | 42° 00′ 05″ N, 2° 44′ 29″ E / 42.0014719544446°N,2.74137767375378°E                                             |                                            |                              | Modifica les dades a Wikidata |
|        | Can Codina                       | Sant Gregori | masia            |                                                  | 42° 00′ 02″ N, 2° 47′ 46″ E / 42.0005195259432°N,2.79616495550654°E                                             |                                            |                              | Modifica les dades a Wikidata |
|        | Can Coima                        | Sant Gregori | masia            |                                                  | 42° 02′ 06″ N, 2° 46′ 25″ E / 42.0349185712099°N,2.77358381482313°E                                             |                                            |                              | Modifica les dades a Wikidata |
|        | Can Coll                         | Sant Gregori | masia            |                                                  | 41° 59′ 58″ N, 2° 47′ 20″ E / 41.9993717115986°N,2.78898423293983°E                                             |                                            |                              | Modifica les dades a Wikidata |
|        | Can Comalada                     | Sant Gregori | masia            |                                                  | 41° 59′ 57″ N, 2° 43′ 53″ E / 41.9991522629661°N,2.73136518920477°E                                             |                                            |                              | Modifica les dades a Wikidata |
|        | Can Cordé Vell                   | Sant Gregori | masia            | Estil: arquitectura popular 16th century         | 42° 00′ 06″ N, 2° 44′ 28″ E / 42.0016°N,2.74106°E ca:Ctra. Girona a les Planes, km 8,5 118 msnm                 | bé cultural d'interès local                | Can Cordé Vell               | Modifica les dades a Wikidata |
|        | Can Coromines                    | Sant Gregori | masia            |                                                  | 41° 58′ 44″ N, 2° 44′ 30″ E / 41.978847777466°N,2.74163822586901°E                                              |                                            |                              | Modifica les dades a Wikidata |
|        | Can Corretja                     | Sant Gregori | masia            |                                                  | 41° 59′ 56″ N, 2° 44′ 05″ E / 41.9988447552221°N,2.73468696799288°E                                             |                                            |                              | Modifica les dades a Wikidata |
|        | Can Costa                        | Sant Gregori | masia            |                                                  | 42° 01′ 08″ N, 2° 43′ 26″ E / 42.0188319096591°N,2.72383008401884°E                                             |                                            |                              | Modifica les dades a Wikidata |
|        | Can Costa-Can Bellvitge          | Sant Gregori | masia            |                                                  | 42° 00′ 54″ N, 2° 47′ 48″ E / 42.0150481545123°N,2.79667413865554°E                                             |                                            |                              | Modifica les dades a Wikidata |
|        | Can Cua                          | Sant Gregori | masia            |                                                  | 41° 58′ 21″ N, 2° 43′ 51″ E / 41.9724013030054°N,2.73088621790058°E                                             |                                            |                              | Modifica les dades a Wikidata |
|        | Can Devesa                       | Sant Gregori | masia            |                                                  | 41° 59′ 06″ N, 2° 46′ 29″ E / 41.984884°N,2.774798°E 88 msnm                                                    |                                            |                              | Modifica les dades a Wikidata |
|        | Can Faluga                       | Sant Gregori | masia            |                                                  | 42° 00′ 07″ N, 2° 44′ 02″ E / 42.0020224536627°N,2.73397341198364°E                                             |                                            |                              | Modifica les dades a Wikidata |
|        | Can Farinelis                    | Sant Gregori | masia            |                                                  | 42° 02′ 03″ N, 2° 47′ 30″ E / 42.0340611512662°N,2.79166027438754°E                                             |                                            |                              | Modifica les dades a Wikidata |
|        | Can Feliu                        | Sant Gregori | masia            |                                                  | 42° 01′ 30″ N, 2° 46′ 29″ E / 42.0249506961537°N,2.7748271285278°E                                              |                                            |                              | Modifica les dades a Wikidata |
|        | Can Ferrer                       | Sant Gregori | masia            |                                                  | 41° 59′ 13″ N, 2° 44′ 24″ E / 41.9868147498835°N,2.73989176066813°E                                             |                                            |                              | Modifica les dades a Wikidata |
|        | Can Ferriol                      | Sant Gregori | masia            |                                                  | 41° 59′ 31″ N, 2° 47′ 23″ E / 41.9919515912695°N,2.78973313431959°E                                             |                                            |                              | Modifica les dades a Wikidata |
|        | Can Fita Gros                    | Sant Gregori | masia            |                                                  | 42° 01′ 18″ N, 2° 47′ 00″ E / 42.0217429175019°N,2.78345065109665°E                                             |                                            |                              | Modifica les dades a Wikidata |
|        | Can Fita Petit                   | Sant Gregori | masia            |                                                  | 42° 01′ 04″ N, 2° 47′ 23″ E / 42.0177105096281°N,2.78967245775225°E                                             |                                            |                              | Modifica les dades a Wikidata |
|        | Can Forroll                      | Sant Gregori | masia            |                                                  | 41° 58′ 54″ N, 2° 44′ 43″ E / 41.9815671270415°N,2.74536931412973°E                                             |                                            |                              | Modifica les dades a Wikidata |
|        | Can Francès                      | Sant Gregori | masia            |                                                  | 42° 00′ 10″ N, 2° 45′ 31″ E / 42.002648540986°N,2.758579064525°E                                                |                                            |                              | Modifica les dades a Wikidata |
|        | Can Frenca                       | Sant Gregori | masia            |                                                  | 41° 58′ 52″ N, 2° 40′ 20″ E / 41.9811021637663°N,2.6721476481552°E                                              |                                            |                              | Modifica les dades a Wikidata |
|        | Can Freneu                       | Sant Gregori | masia            |                                                  | 41° 58′ 51″ N, 2° 45′ 24″ E / 41.9808260432757°N,2.75665873548021°E                                             |                                            |                              | Modifica les dades a Wikidata |
|        | Can Frou                         | Sant Gregori | masia            |                                                  | 41° 59′ 09″ N, 2° 41′ 42″ E / 41.9857497444721°N,2.69507269966482°E                                             |                                            |                              | Modifica les dades a Wikidata |
|        | Can Frou Nou                     | Sant Gregori | masia            |                                                  | 41° 58′ 54″ N, 2° 41′ 25″ E / 41.9816119746523°N,2.69032430574413°E                                             |                                            |                              | Modifica les dades a Wikidata |
|        | Can Fuster                       | Sant Gregori | masia            |                                                  | 42° 01′ 06″ N, 2° 47′ 34″ E / 42.0182295303345°N,2.79277483574483°E                                             |                                            |                              | Modifica les dades a Wikidata |
|        | Can Fuster Nou                   | Sant Gregori | masia            |                                                  | 41° 58′ 53″ N, 2° 40′ 13″ E / 41.9813309755538°N,2.670275442132°E                                               |                                            |                              | Modifica les dades a Wikidata |
|        | Can Fuster Vell                  | Sant Gregori | masia            |                                                  | 41° 59′ 11″ N, 2° 40′ 11″ E / 41.9863011302268°N,2.66974276866743°E                                             |                                            |                              | Modifica les dades a Wikidata |
|        | Can Fàbrega                      | Sant Gregori | masia            |                                                  | 41° 59′ 04″ N, 2° 41′ 30″ E / 41.9844613310009°N,2.6915297471546°E                                              |                                            |                              | Modifica les dades a Wikidata |
|        | Can Fàbregues                    | Sant Gregori | masia            |                                                  | 41° 59′ 31″ N, 2° 44′ 54″ E / 41.9919315842747°N,2.7484428922774°E                                              |                                            |                              | Modifica les dades a Wikidata |
|        | Can Gall                         | Sant Gregori | masia            |                                                  | 41° 58′ 50″ N, 2° 43′ 21″ E / 41.980586433094°N,2.72249859538647°E                                              |                                            |                              | Modifica les dades a Wikidata |
|        | Can Garniu                       | Sant Gregori | masia            |                                                  | 41° 58′ 50″ N, 2° 45′ 20″ E / 41.9804906961382°N,2.75567018806415°E                                             |                                            |                              | Modifica les dades a Wikidata |
|        | Can Gasca                        | Sant Gregori | masia            |                                                  | 41° 59′ 46″ N, 2° 44′ 57″ E / 41.9960940559028°N,2.74907849553951°E                                             |                                            |                              | Modifica les dades a Wikidata |
|        | Can Gatziu                       | Sant Gregori | masia            |                                                  | 41° 58′ 51″ N, 2° 44′ 46″ E / 41.9807940560272°N,2.74604837473496°E                                             |                                            |                              | Modifica les dades a Wikidata |
|        | Can Gelis                        | Sant Gregori | masia            |                                                  | 42° 00′ 48″ N, 2° 47′ 24″ E / 42.0132440625149°N,2.79013403070583°E                                             |                                            |                              | Modifica les dades a Wikidata |
|        | Can Gifré                        | Sant Gregori | masia            | Estil: arquitectura popular                      | 42° 01′ 23″ N, 2° 45′ 57″ E / 42.023085°N,2.765804°E                                                            | bé cultural d'interès local                |                              | Modifica les dades a Wikidata |
|        | Can Gironès                      | Sant Gregori | masia            |                                                  | 41° 58′ 54″ N, 2° 45′ 16″ E / 41.981614°N,2.754379°E ca:Camí de l'Argelaguer 93 msnm                            | bé cultural d'interès local                | Can Gironès (Sant Gregori)   | Modifica les dades a Wikidata |
|        | Can Gregori                      | Sant Gregori | masia            |                                                  | 41° 58′ 54″ N, 2° 45′ 19″ E / 41.9815613775025°N,2.75514703210105°E                                             |                                            |                              | Modifica les dades a Wikidata |
|        | Can Gurí                         | Sant Gregori | masia            |                                                  | 42° 00′ 22″ N, 2° 43′ 21″ E / 42.0061562961921°N,2.72247203421226°E                                             |                                            |                              | Modifica les dades a Wikidata |
|        | Can Joan Gros                    | Sant Gregori | masia            |                                                  | 42° 01′ 28″ N, 2° 47′ 11″ E / 42.0243965057717°N,2.78646147943282°E                                             |                                            |                              | Modifica les dades a Wikidata |
|        | Can Julià                        | Sant Gregori | masia            | Estat: ruïnós                                    | 42° 00′ 06″ N, 2° 47′ 35″ E / 42.0017118525411°N,2.79305786475295°E 110 msnm                                    |                                            |                              | Modifica les dades a Wikidata |
|        | Can Julià                        | Sant Gregori | masia            |                                                  | 42° 01′ 09″ N, 2° 44′ 50″ E / 42.0192641149578°N,2.74723606595261°E 174 msnm                                    |                                            |                              | Modifica les dades a Wikidata |
|        | Can Lledó                        | Sant Gregori | masia            |                                                  | 42° 01′ 02″ N, 2° 46′ 40″ E / 42.017097944884°N,2.7778489544389°E                                               |                                            |                              | Modifica les dades a Wikidata |
|        | Can Lleuger                      | Sant Gregori | masia            |                                                  | 41° 59′ 49″ N, 2° 46′ 40″ E / 41.9968469655575°N,2.77790853164471°E                                             |                                            |                              | Modifica les dades a Wikidata |
|        | Can Llong                        | Sant Gregori | masia            |                                                  | 41° 58′ 21″ N, 2° 44′ 01″ E / 41.9725606368771°N,2.7335529126639°E                                              |                                            |                              | Modifica les dades a Wikidata |
|        | Can Llorà                        | Sant Gregori | masia            |                                                  | 42° 00′ 19″ N, 2° 44′ 07″ E / 42.005371°N,2.735146°E 118 msnm                                                   |                                            |                              | Modifica les dades a Wikidata |
|        | Can Llorà                        | Sant Gregori | masia            |                                                  | 42° 00′ 16″ N, 2° 44′ 05″ E / 42.0045098587893°N,2.73465135734006°E 118 msnm                                    |                                            |                              | Modifica les dades a Wikidata |
|        | Can Mainegre                     | Sant Gregori | masia            |                                                  | 42° 01′ 51″ N, 2° 47′ 26″ E / 42.0309248248419°N,2.79054702356823°E                                             |                                            |                              | Modifica les dades a Wikidata |
|        | Can Malcasat                     | Sant Gregori | masia            |                                                  | 41° 59′ 20″ N, 2° 45′ 48″ E / 41.9889007690724°N,2.76323170650002°E                                             |                                            |                              | Modifica les dades a Wikidata |
|        | Can Marc                         | Sant Gregori | masia            |                                                  | 42° 02′ 10″ N, 2° 46′ 20″ E / 42.0362487901637°N,2.77218971226199°E                                             |                                            |                              | Modifica les dades a Wikidata |
|        | Can Marià                        | Sant Gregori | masia            |                                                  | 42° 00′ 26″ N, 2° 44′ 37″ E / 42.0071329838349°N,2.7435405135592°E                                              |                                            |                              | Modifica les dades a Wikidata |
|        | Can Mates                        | Sant Gregori | masia            |                                                  | 42° 01′ 10″ N, 2° 47′ 40″ E / 42.0194304240232°N,2.79444983330654°E                                             |                                            |                              | Modifica les dades a Wikidata |
|        | Can Mateu                        | Sant Gregori | masia            |                                                  | 41° 58′ 44″ N, 2° 40′ 54″ E / 41.978823120679°N,2.68162276954862°E                                              |                                            |                              | Modifica les dades a Wikidata |
|        | Can Medir                        | Sant Gregori | masia            |                                                  | 42° 00′ 27″ N, 2° 44′ 59″ E / 42.0074260975847°N,2.74984306916718°E                                             |                                            |                              | Modifica les dades a Wikidata |
|        | Can Meixamis                     | Sant Gregori | masia            |                                                  | 41° 59′ 59″ N, 2° 46′ 03″ E / 41.9998076637474°N,2.76755023747358°E                                             |                                            |                              | Modifica les dades a Wikidata |
|        | Can Melcior                      | Sant Gregori | masia            |                                                  | 41° 59′ 58″ N, 2° 47′ 59″ E / 41.9993911309058°N,2.79982716100213°E                                             |                                            |                              | Modifica les dades a Wikidata |
|        | Can Mengol                       | Sant Gregori | masia            | Estil: arquitectura popular                      | 42° 00′ 10″ N, 2° 47′ 29″ E / 42.002803°N,2.7915°E 113 msnm                                                     | bé cultural d'interès local                |                              | Modifica les dades a Wikidata |
|        | Can Mesegó                       | Sant Gregori | masia            |                                                  | 41° 59′ 14″ N, 2° 42′ 09″ E / 41.9870932522133°N,2.70251487775869°E                                             |                                            |                              | Modifica les dades a Wikidata |
|        | Can Mestric                      | Sant Gregori | masia            |                                                  | 42° 01′ 53″ N, 2° 47′ 38″ E / 42.0312909494603°N,2.79378343227657°E                                             |                                            |                              | Modifica les dades a Wikidata |
|        | Can Mongé                        | Sant Gregori | masia            | Estil: arquitectura popular 17th century         | 42° 01′ 19″ N, 2° 45′ 29″ E / 42.022074°N,2.758089°E ca:La Vileta 162 msnm                                      | bé cultural d'interès local                | Can Mongé                    | Modifica les dades a Wikidata |
|        | Can Mont-ràs                     | Sant Gregori | masia            | Estil: arquitectura popular                      | 41° 59′ 59″ N, 2° 47′ 01″ E / 41.999793°N,2.78351°E ca:Camí de la ctra. GI-5312 de Girona a Sant Medir 130 msnm | bé cultural d'interès local                | Can Mont-ràs (Sant Gregori)  | Modifica les dades a Wikidata |
|        | Can Mulleres                     | Sant Gregori | masia            |                                                  | 42° 00′ 32″ N, 2° 45′ 05″ E / 42.008879408799°N,2.75133484792127°E                                              |                                            |                              | Modifica les dades a Wikidata |
|        | Can Muntanya                     | Sant Gregori | masia            |                                                  | 41° 58′ 58″ N, 2° 41′ 11″ E / 41.9827450264329°N,2.68634731000339°E                                             |                                            |                              | Modifica les dades a Wikidata |
|        | Can Murtra                       | Sant Gregori | masia            |                                                  | 42° 00′ 43″ N, 2° 47′ 41″ E / 42.0118293632277°N,2.79475207744062°E                                             |                                            |                              | Modifica les dades a Wikidata |
|        | Can Nadal Vell                   | Sant Gregori | masia            |                                                  | 42° 00′ 08″ N, 2° 44′ 55″ E / 42.0023524415332°N,2.7485105259923°E                                              |                                            |                              | Modifica les dades a Wikidata |
|        | Can Nial                         | Sant Gregori | masia            |                                                  | 42° 01′ 10″ N, 2° 46′ 15″ E / 42.0195208336882°N,2.77084833286412°E                                             |                                            |                              | Modifica les dades a Wikidata |
|        | Can Palou                        | Sant Gregori | masia            |                                                  | 42° 02′ 05″ N, 2° 46′ 31″ E / 42.0346787894255°N,2.77531228848423°E                                             |                                            |                              | Modifica les dades a Wikidata |
|        | Can Parades                      | Sant Gregori | masia            |                                                  | 42° 00′ 33″ N, 2° 43′ 16″ E / 42.0090353780308°N,2.7212156492519°E                                              |                                            |                              | Modifica les dades a Wikidata |
|        | Can Pascol                       | Sant Gregori | masia            |                                                  | 42° 01′ 07″ N, 2° 47′ 33″ E / 42.0186342809033°N,2.79247156565363°E                                             |                                            |                              | Modifica les dades a Wikidata |
|        | Can Pastoret                     | Sant Gregori | masia            |                                                  | 42° 01′ 29″ N, 2° 46′ 24″ E / 42.0248485805132°N,2.77328132364655°E                                             |                                            |                              | Modifica les dades a Wikidata |
|        | Can Patllari de Cartellà         | Sant Gregori | masia            |                                                  | 42° 00′ 17″ N, 2° 45′ 20″ E / 42.0047724308978°N,2.75555315515684°E                                             |                                            |                              | Modifica les dades a Wikidata |
|        | Can Perers                       | Sant Gregori | masia            |                                                  | 41° 58′ 49″ N, 2° 45′ 24″ E / 41.9801418217437°N,2.75679412109885°E                                             |                                            |                              | Modifica les dades a Wikidata |
|        | Can Perers Nou                   | Sant Gregori | masia            |                                                  | 41° 59′ 42″ N, 2° 44′ 54″ E / 41.9950924742016°N,2.7482372648061°E                                              |                                            |                              | Modifica les dades a Wikidata |
|        | Can Peres                        | Sant Gregori | masia            |                                                  | 42° 01′ 41″ N, 2° 47′ 23″ E / 42.0281312448866°N,2.7897105913762°E                                              |                                            |                              | Modifica les dades a Wikidata |
|        | Can Peret Roc                    | Sant Gregori | masia            |                                                  | 41° 59′ 23″ N, 2° 45′ 09″ E / 41.9898330660116°N,2.75260419485239°E                                             |                                            |                              | Modifica les dades a Wikidata |
|        | Can Petel                        | Sant Gregori | masia            |                                                  | 41° 59′ 52″ N, 2° 44′ 56″ E / 41.997876805392°N,2.74881793187127°E                                              |                                            |                              | Modifica les dades a Wikidata |
|        | Can Peçol de les Serres          | Sant Gregori | masia            |                                                  | 42° 00′ 11″ N, 2° 42′ 25″ E / 42.0030557847345°N,2.7070774425311°E                                              |                                            |                              | Modifica les dades a Wikidata |
|        | Can Picos                        | Sant Gregori | masia            |                                                  | 42° 02′ 08″ N, 2° 46′ 51″ E / 42.035680438184°N,2.78096288693782°E                                              |                                            |                              | Modifica les dades a Wikidata |
|        | Can Picó                         | Sant Gregori | masia            |                                                  | 41° 58′ 47″ N, 2° 44′ 36″ E / 41.9798064306019°N,2.74339670163663°E                                             |                                            |                              | Modifica les dades a Wikidata |
|        | Can Pinyot                       | Sant Gregori | masia            | Estil: arquitectura popular                      | 42° 00′ 26″ N, 2° 43′ 49″ E / 42.0072°N,2.7303°E                                                                | bé cultural d'interès local                |                              | Modifica les dades a Wikidata |
|        | Can Piu                          | Sant Gregori | masia            | Estil: arquitectura popular                      | 42° 00′ 12″ N, 2° 46′ 17″ E / 42.0032°N,2.77142°E                                                               | bé cultural d'interès local                |                              | Modifica les dades a Wikidata |
|        | Can Planas                       | Sant Gregori | masia            | Estil: arquitectura popular                      | 41° 59′ 35″ N, 2° 46′ 18″ E / 41.993019°N,2.771655°E                                                            | bé cultural d'interès local                |                              | Modifica les dades a Wikidata |
|        | Can Planes Nou                   | Sant Gregori | masia            |                                                  | 41° 59′ 29″ N, 2° 46′ 19″ E / 41.9913500325188°N,2.77185488175416°E                                             |                                            |                              | Modifica les dades a Wikidata |
|        | Can Planiques                    | Sant Gregori | masia            |                                                  | 41° 59′ 35″ N, 2° 44′ 50″ E / 41.9930458560511°N,2.74727945852916°E                                             |                                            |                              | Modifica les dades a Wikidata |
|        | Can Porret                       | Sant Gregori | masia            |                                                  | 42° 01′ 18″ N, 2° 46′ 43″ E / 42.0217785007816°N,2.77849820794421°E                                             |                                            |                              | Modifica les dades a Wikidata |
|        | Can Portell                      | Sant Gregori | masia            | Estil: arquitectura popular                      | 42° 00′ 25″ N, 2° 43′ 48″ E / 42.00702°N,2.730136°E 126 msnm                                                    | bé cultural d'interès local                |                              | Modifica les dades a Wikidata |
|        | Can Prat                         | Sant Gregori | masia            | Estil: arquitectura popular                      | 41° 59′ 03″ N, 2° 46′ 03″ E / 41.984049°N,2.767438°E                                                            |                                            |                              | Modifica les dades a Wikidata |
|        | Can Prat - la Casa Nova          | Sant Gregori | masia            | Estil: arquitectura popular                      | 41° 59′ 03″ N, 2° 46′ 05″ E / 41.984186°N,2.76815°E 91 msnm                                                     | bé cultural d'interès local                |                              | Modifica les dades a Wikidata |
|        | Can Prat - la Casa Vella         | Sant Gregori | masia            | Estil: arquitectura popular                      | 41° 59′ 03″ N, 2° 46′ 03″ E / 41.984049°N,2.767438°E 91 msnm                                                    | bé cultural d'interès local                |                              | Modifica les dades a Wikidata |
|        | Can Prunell                      | Sant Gregori | masia            |                                                  | 42° 00′ 04″ N, 2° 43′ 59″ E / 42.0011918033363°N,2.73309540157566°E                                             |                                            |                              | Modifica les dades a Wikidata |
|        | Can Prunell Nou                  | Sant Gregori | masia            |                                                  | 42° 00′ 05″ N, 2° 44′ 02″ E / 42.0014907302887°N,2.73383072689822°E                                             |                                            |                              | Modifica les dades a Wikidata |
|        | Can Puig del Gàrrep              | Sant Gregori | masia            |                                                  | 42° 00′ 18″ N, 2° 45′ 57″ E / 42.0049021545063°N,2.76593770953702°E                                             |                                            |                              | Modifica les dades a Wikidata |
|        | Can Pujades                      | Sant Gregori | masia            |                                                  | 41° 59′ 55″ N, 2° 43′ 46″ E / 41.9986075308432°N,2.72952008976956°E                                             |                                            |                              | Modifica les dades a Wikidata |
|        | Can Quim                         | Sant Gregori | masia            |                                                  | 42° 01′ 37″ N, 2° 46′ 24″ E / 42.0268118904928°N,2.77321394911097°E                                             |                                            |                              | Modifica les dades a Wikidata |
|        | Can Quintana                     | Sant Gregori | masia            |                                                  | 41° 59′ 23″ N, 2° 47′ 06″ E / 41.9896730669184°N,2.78495981825459°E                                             |                                            |                              | Modifica les dades a Wikidata |
|        | Can Quirc                        | Sant Gregori | masia            |                                                  | 42° 01′ 50″ N, 2° 46′ 54″ E / 42.0304399840243°N,2.78169362688956°E                                             |                                            |                              | Modifica les dades a Wikidata |
|        | Can Rajoler                      | Sant Gregori | masia            |                                                  | 42° 01′ 29″ N, 2° 46′ 44″ E / 42.0247694950086°N,2.77891060542592°E                                             |                                            |                              | Modifica les dades a Wikidata |
|        | Can Reixac                       | Sant Gregori | masia            | Estil: arquitectura popular 18th century         | 42° 01′ 17″ N, 2° 45′ 28″ E / 42.0213°N,2.75786°E ca:La Vileta 162 msnm                                         | bé cultural d'interès local                | Can Reixac (Sant Gregori)    | Modifica les dades a Wikidata |
|        | Can Roc                          | Sant Gregori | masia            |                                                  | 41° 59′ 47″ N, 2° 45′ 05″ E / 41.9962974013886°N,2.75146835131334°E                                             |                                            |                              | Modifica les dades a Wikidata |
|        | Can Rocars                       | Sant Gregori | masia            |                                                  | 42° 01′ 22″ N, 2° 46′ 26″ E / 42.0228145034003°N,2.77400121275095°E                                             |                                            |                              | Modifica les dades a Wikidata |
|        | Can Roseta                       | Sant Gregori | masia            |                                                  | 42° 00′ 40″ N, 2° 45′ 12″ E / 42.0110094915991°N,2.75342791412292°E                                             |                                            |                              | Modifica les dades a Wikidata |
|        | Can Rossell                      | Sant Gregori | masia            | Estil: arquitectura popular                      | 41° 58′ 44″ N, 2° 45′ 35″ E / 41.978973°N,2.759748°E 91 msnm                                                    | bé cultural d'interès local                |                              | Modifica les dades a Wikidata |
|        | Can Rovira                       | Sant Gregori | masia            |                                                  | 42° 01′ 17″ N, 2° 45′ 41″ E / 42.0214919380441°N,2.76134733496775°E                                             |                                            |                              | Modifica les dades a Wikidata |
|        | Can Rufaca                       | Sant Gregori | masia            |                                                  | 42° 00′ 47″ N, 2° 47′ 50″ E / 42.0131127632585°N,2.79726000825096°E                                             |                                            |                              | Modifica les dades a Wikidata |
|        | Can Sardaneta                    | Sant Gregori | masia            |                                                  | 42° 01′ 55″ N, 2° 47′ 04″ E / 42.0319851741825°N,2.78437026998781°E                                             |                                            |                              | Modifica les dades a Wikidata |
|        | Can Saís                         | Sant Gregori | masia            |                                                  | 42° 01′ 13″ N, 2° 48′ 11″ E / 42.0201391535001°N,2.80313201128329°E                                             |                                            |                              | Modifica les dades a Wikidata |
|        | Can Segalars                     | Sant Gregori | masia            |                                                  | 41° 57′ 47″ N, 2° 44′ 41″ E / 41.9630389510766°N,2.74474316953981°E                                             |                                            |                              | Modifica les dades a Wikidata |
|        | Can Sentinella                   | Sant Gregori | masia            |                                                  | 41° 58′ 52″ N, 2° 45′ 23″ E / 41.9812220016561°N,2.75650030275517°E                                             |                                            |                              | Modifica les dades a Wikidata |
|        | Can Serra i Can Cames            | Sant Gregori | masia            |                                                  | 41° 59′ 37″ N, 2° 45′ 36″ E / 41.9935142103367°N,2.75987025282255°E                                             |                                            |                              | Modifica les dades a Wikidata |
|        | Can Simon                        | Sant Gregori | masia            |                                                  | 41° 59′ 17″ N, 2° 45′ 44″ E / 41.9881060665561°N,2.7622084916724°E                                              |                                            |                              | Modifica les dades a Wikidata |
|        | Can Siurana                      | Sant Gregori | masia            |                                                  | 42° 00′ 42″ N, 2° 47′ 10″ E / 42.0115341471119°N,2.78598519887769°E                                             |                                            |                              | Modifica les dades a Wikidata |
|        | Can Sixtet                       | Sant Gregori | masia            |                                                  | 42° 00′ 44″ N, 2° 46′ 52″ E / 42.0121551774211°N,2.78098323306376°E                                             |                                            |                              | Modifica les dades a Wikidata |
|        | Can Soms                         | Sant Gregori | masia            |                                                  | 41° 58′ 31″ N, 2° 43′ 53″ E / 41.9752934706334°N,2.73132063434973°E                                             |                                            |                              | Modifica les dades a Wikidata |
|        | Can Sopa                         | Sant Gregori | masia            |                                                  | 42° 01′ 49″ N, 2° 47′ 26″ E / 42.0302043441822°N,2.79057354968078°E                                             |                                            |                              | Modifica les dades a Wikidata |
|        | Can Tacó                         | Sant Gregori | masia            | Estil: arquitectura popular                      | 42° 00′ 55″ N, 2° 43′ 25″ E / 42.015156°N,2.723477°E                                                            | bé cultural d'interès local                |                              | Modifica les dades a Wikidata |
|        | Can Tano                         | Sant Gregori | masia            |                                                  | 41° 58′ 32″ N, 2° 45′ 05″ E / 41.975613533824°N,2.7514392008229°E                                               |                                            |                              | Modifica les dades a Wikidata |
|        | Can Terme                        | Sant Gregori | masia            |                                                  | 41° 59′ 50″ N, 2° 45′ 00″ E / 41.9972581442924°N,2.75010022927141°E                                             |                                            |                              | Modifica les dades a Wikidata |
|        | Can Titó                         | Sant Gregori | masia            |                                                  | 42° 00′ 42″ N, 2° 44′ 50″ E / 42.0116984221373°N,2.74718148314955°E                                             |                                            |                              | Modifica les dades a Wikidata |
|        | Can Ton Sastre                   | Sant Gregori | masia            |                                                  | 41° 58′ 38″ N, 2° 40′ 37″ E / 41.9773507706682°N,2.67687435561583°E                                             |                                            |                              | Modifica les dades a Wikidata |
|        | Can Tonet del Porxo              | Sant Gregori | masia            |                                                  | 42° 00′ 27″ N, 2° 45′ 41″ E / 42.0074958589666°N,2.76146003356306°E                                             |                                            |                              | Modifica les dades a Wikidata |
|        | Can Toni                         | Sant Gregori | masia            |                                                  | 41° 59′ 52″ N, 2° 47′ 47″ E / 41.9976647727717°N,2.79636725409436°E                                             |                                            |                              | Modifica les dades a Wikidata |
|        | Can Torre                        | Sant Gregori | masia            |                                                  | 42° 00′ 32″ N, 2° 43′ 49″ E / 42.0089758448348°N,2.7302249092203°E                                              |                                            |                              | Modifica les dades a Wikidata |
|        | Can Toscà i Can Benet de la Xaia | Sant Gregori | masia            |                                                  | 41° 58′ 20″ N, 2° 44′ 31″ E / 41.9721386095372°N,2.74200328504906°E                                             |                                            |                              | Modifica les dades a Wikidata |
|        | Can Tou                          | Sant Gregori | masia            |                                                  | 42° 01′ 21″ N, 2° 46′ 44″ E / 42.0225806208689°N,2.7787732406857°E 182 msnm                                     |                                            |                              | Modifica les dades a Wikidata |
|        | Can Trompa                       | Sant Gregori | masia            |                                                  | 42° 00′ 07″ N, 2° 44′ 50″ E / 42.0019623209001°N,2.74722002827994°E                                             |                                            |                              | Modifica les dades a Wikidata |
|        | Can Trumfa                       | Sant Gregori | masia            |                                                  | 41° 58′ 36″ N, 2° 43′ 44″ E / 41.9766388434553°N,2.7289250607725°E                                              |                                            |                              | Modifica les dades a Wikidata |
|        | Can Turon                        | Sant Gregori | masia            |                                                  | 41° 59′ 00″ N, 2° 44′ 52″ E / 41.9833287449365°N,2.74777660769583°E                                             |                                            |                              | Modifica les dades a Wikidata |
|        | Can Vador d'Amunt                | Sant Gregori | masia            |                                                  | 41° 59′ 31″ N, 2° 47′ 16″ E / 41.9919391864427°N,2.78788597667536°E                                             |                                            |                              | Modifica les dades a Wikidata |
|        | Can Verdaguer                    | Sant Gregori | masia            | Estil: arquitectura popular 13rd century         | 41° 59′ 44″ N, 2° 43′ 56″ E / 41.995456°N,2.732219°E ca:Barri de l'Església 141 msnm                            | bé cultural d'interès local                | Can Verdaguer (Sant Gregori) | Modifica les dades a Wikidata |
|        | Can Vila de Cartellà             | Sant Gregori | masia            | Estil: arquitectura popular 16th century         | 42° 01′ 13″ N, 2° 45′ 29″ E / 42.02029°N,2.758036°E ca:La Vileta 160 msnm                                       | bé cultural d'interès local                | Can Vila de Cartellà         | Modifica les dades a Wikidata |
|        | Can Virovella                    | Sant Gregori | masia            |                                                  | 41° 59′ 01″ N, 2° 44′ 47″ E / 41.9836230645363°N,2.74645963977724°E                                             |                                            |                              | Modifica les dades a Wikidata |
|        | Can Xacó                         | Sant Gregori | masia            |                                                  | 42° 00′ 15″ N, 2° 47′ 18″ E / 42.0042609631575°N,2.78824354670027°E                                             |                                            |                              | Modifica les dades a Wikidata |
|        | Can Xemenera                     | Sant Gregori | masia            |                                                  | 42° 01′ 39″ N, 2° 47′ 45″ E / 42.0276287342524°N,2.79572805937117°E                                             |                                            |                              | Modifica les dades a Wikidata |
|        | Cases del Xai                    | Sant Gregori | masia            |                                                  | 41° 59′ 54″ N, 2° 44′ 38″ E / 41.9983342358529°N,2.74387770448055°E 113 msnm                                    |                                            | Cases del Xai                | Modifica les dades a Wikidata |
|        | Mas Carrera                      | Sant Gregori | masia            | Estil: arquitectura popular                      | 42° 00′ 37″ N, 2° 44′ 03″ E / 42.0104°N,2.73429°E                                                               | bé cultural d'interès local                |                              | Modifica les dades a Wikidata |
|        | Mas Carreres                     | Sant Gregori | masia            |                                                  | 42° 00′ 52″ N, 2° 45′ 26″ E / 42.01435442868°N,2.7573270680265°E                                                |                                            |                              | Modifica les dades a Wikidata |
|        | Mas Clapers                      | Sant Gregori | masia            | Estil: arquitectura popular                      | 41° 59′ 46″ N, 2° 46′ 01″ E / 41.995991°N,2.766941°E                                                            | bé cultural d'interès local                |                              | Modifica les dades a Wikidata |
|        | Mas Falguers                     | Sant Gregori | masia            |                                                  | 42° 00′ 56″ N, 2° 45′ 24″ E / 42.0155109558967°N,2.75678019076831°E                                             |                                            |                              | Modifica les dades a Wikidata |
|        | Mas Gironès Nou                  | Sant Gregori | masia            |                                                  | 42° 01′ 07″ N, 2° 44′ 55″ E / 42.0187447058566°N,2.74859088776841°E                                             |                                            |                              | Modifica les dades a Wikidata |
|        | Mas Gironès Vell de Cartellà     | Sant Gregori | masia            |                                                  | 42° 01′ 08″ N, 2° 44′ 37″ E / 42.0188°N,2.7436°E                                                                | bé cultural d'interès local                |                              | Modifica les dades a Wikidata |
|        | Mas Janic                        | Sant Gregori | masia            |                                                  | 42° 00′ 45″ N, 2° 44′ 42″ E / 42.0123962059315°N,2.74504108087159°E                                             |                                            |                              | Modifica les dades a Wikidata |
|        | Mas Nofre                        | Sant Gregori | masia            | Estil: arquitectura popular 17th century         | 42° 01′ 19″ N, 2° 45′ 28″ E / 42.0219°N,2.7579°E ca:La Vileta 162 msnm                                          | bé cultural d'interès local                | Mas Nofre                    | Modifica les dades a Wikidata |
|        | Mas Obert                        | Sant Gregori | masia            | Estil: arquitectura popular                      | 41° 59′ 46″ N, 2° 46′ 01″ E / 41.995991°N,2.766941°E                                                            | bé cultural d'interès local                |                              | Modifica les dades a Wikidata |
|        | Mas Palol                        | Sant Gregori | masia            | Estil: arquitectura popular                      | 42° 00′ 57″ N, 2° 44′ 36″ E / 42.015737°N,2.743276°E                                                            | bé integrant del patrimoni cultural català |                              | Modifica les dades a Wikidata |
|        | Mas Quelat                       | Sant Gregori | masia casa forta | Estil: arquitectura popular 17th century         | 41° 59′ 24″ N, 2° 46′ 18″ E / 41.990084°N,2.771792°E ca:Pla d'en Prat 99 msnm                                   | bé cultural d'interès nacional             | Mas Quelat                   | Modifica les dades a Wikidata |
|        | Mas Sunyer                       | Sant Gregori | masia            | Estil: arquitectura popular                      | 41° 59′ 58″ N, 2° 47′ 26″ E / 41.999553°N,2.790426°E                                                            | bé cultural d'interès local                |                              | Modifica les dades a Wikidata |
|        | Mas Suro                         | Sant Gregori | masia            | Estil: arquitectura popular 16th century         | 42° 00′ 20″ N, 2° 46′ 15″ E / 42.0055°N,2.77087°E ca:Cartellà 137 msnm                                          | bé cultural d'interès local                | Mas Suro                     | Modifica les dades a Wikidata |
|        | Mas Vador                        | Sant Gregori | masia            |                                                  | 42° 00′ 26″ N, 2° 47′ 01″ E / 42.0072334074392°N,2.78354816904989°E                                             |                                            |                              | Modifica les dades a Wikidata |
|        | Mas Vilà                         | Sant Gregori | masia            |                                                  | 41° 59′ 39″ N, 2° 45′ 17″ E / 41.9942600968833°N,2.75482067243486°E                                             |                                            |                              | Modifica les dades a Wikidata |
|        | Mas de la Torre                  | Sant Gregori | masia            |                                                  | 41° 59′ 41″ N, 2° 45′ 14″ E / 41.9947625026817°N,2.75390114124228°E                                             |                                            |                              | Modifica les dades a Wikidata |
|        | Torre de Sant Gregori            | Sant Gregori | masia            | Estil: arquitectura popular                      | 41° 59′ 41″ N, 2° 45′ 12″ E / 41.9947°N,2.75346°E                                                               | bé cultural d'interès nacional             | Torre de Sant Gregori        | Modifica les dades a Wikidata |
|        | Torre de Taialà                  | Sant Gregori | masia            |                                                  | 41° 59′ 55″ N, 2° 47′ 30″ E / 41.9986°N,2.79162°E                                                               | bé cultural d'interès local                | Torre de Taialà              | Modifica les dades a Wikidata |
|        | Vil·la Primavera                 | Sant Gregori | masia            |                                                  | 41° 59′ 21″ N, 2° 46′ 47″ E / 41.9892847157534°N,2.77964914147636°E                                             |                                            |                              | Modifica les dades a Wikidata |
|        | el Frugell                       | Sant Gregori | masia            |                                                  | 42° 00′ 55″ N, 2° 46′ 22″ E / 42.0153635447226°N,2.77274736580094°E                                             |                                            |                              | Modifica les dades a Wikidata |
|        | el Puig d'en Fita                | Sant Gregori | masia            |                                                  | 42° 01′ 16″ N, 2° 46′ 58″ E / 42.021129169871°N,2.78276424694334°E                                              |                                            |                              | Modifica les dades a Wikidata |
|        | la Barraca                       | Sant Gregori | masia            |                                                  | 42° 01′ 04″ N, 2° 43′ 33″ E / 42.0177111585992°N,2.72594859367895°E                                             |                                            |                              | Modifica les dades a Wikidata |
|        | la Casassa de Ginestar           | Sant Gregori | masia            |                                                  | 42° 00′ 18″ N, 2° 43′ 23″ E / 42.0049°N,2.72318°E                                                               | bé cultural d'interès local                |                              | Modifica les dades a Wikidata |
|        | la Casassa de Pla d'en Prat      | Sant Gregori | masia            | Estil: arquitectura popular                      | 41° 59′ 21″ N, 2° 46′ 22″ E / 41.989085°N,2.772726°E                                                            | bé cultural d'interès local                | La Casassa de Pla d'en Prat  | Modifica les dades a Wikidata |
|        | la Jueria Grossa de Domeny       | Sant Gregori | masia            | Estil: arquitectura del Renaixement 16th century | 41° 59′ 28″ N, 2° 46′ 40″ E / 41.99114°N,2.777735°E ca:Domeny 101 msnm                                          | bé integrant del patrimoni cultural català | La Jueria Grossa de Domeny   | Modifica les dades a Wikidata |
|        | la Massana                       | Sant Gregori | masia            | Estil: arquitectura popular                      | 41° 59′ 05″ N, 2° 42′ 02″ E / 41.984682°N,2.700563°E                                                            | bé cultural d'interès local                |                              | Modifica les dades a Wikidata |
|        | la Pallonera                     | Sant Gregori | masia            |                                                  | 42° 01′ 54″ N, 2° 47′ 57″ E / 42.031603°N,2.799212°E 169 msnm                                                   |                                            |                              | Modifica les dades a Wikidata |
|        | la Torre                         | Sant Gregori | masia            |                                                  | 42° 02′ 03″ N, 2° 46′ 10″ E / 42.034193560873°N,2.7693326808365°E                                               |                                            |                              | Modifica les dades a Wikidata |
|        | la Virovella                     | Sant Gregori | masia            |                                                  | 41° 59′ 01″ N, 2° 44′ 35″ E / 41.9836425967803°N,2.74309158001386°E                                             |                                            |                              | Modifica les dades a Wikidata |
|        | les Alzines                      | Sant Gregori | masia            |                                                  | 41° 59′ 26″ N, 2° 46′ 23″ E / 41.9904968928871°N,2.77311351173944°E                                             |                                            |                              | Modifica les dades a Wikidata |

## molí d'aigua
| imatge | Nom                  | Ubicat a                                   | instància de | Detalls                     | coordenades                                                                       | Protecció                                  | Commons (més fotos)  | Dades a WD                    |
| ------ | -------------------- | ------------------------------------------ | ------------ | --------------------------- | --------------------------------------------------------------------------------- | ------------------------------------------ | -------------------- | ----------------------------- |
|        | Molí d'en Peres      | Sant Gregori                               | molí d'aigua | Estil: arquitectura popular | 42° 01′ 38″ N, 2° 47′ 16″ E / 42.027194°N,2.787772°E                              | bé cultural d'interès local                |                      | Modifica les dades a Wikidata |
|        | Molí d'en Ribes      | Sant Gregori                               | molí d'aigua | Estil: arquitectura popular | 42° 01′ 50″ N, 2° 46′ 38″ E / 42.030552°N,2.777175°E                              | bé cultural d'interès local                |                      | Modifica les dades a Wikidata |
|        | Molí de Cadamont     | Sant Gregori                               | molí d'aigua |                             | 42° 01′ 08″ N, 2° 44′ 39″ E / 42.0189328134428°N,2.74404870850606°E               |                                            |                      | Modifica les dades a Wikidata |
|        | Molí de Domeny       | Sant Gregori                               | molí d'aigua |                             | 41° 59′ 26″ N, 2° 46′ 48″ E / 41.9905103565601°N,2.78003124798646°E               |                                            |                      | Modifica les dades a Wikidata |
|        | Molí de Sant Gregori | Sant Gregori                               | molí d'aigua | Estil: arquitectura popular | 41° 59′ 27″ N, 2° 44′ 33″ E / 41.9908°N,2.74252°E ca:Barri de l'Església 101 msnm | bé cultural d'interès nacional             | Molí de Sant Gregori | Modifica les dades a Wikidata |
|        | el Molinot           | Sant Gregori Sant Julià del Llor i Bonmatí | molí d'aigua | Estil: arquitectura popular | 41° 59′ 14″ N, 2° 39′ 59″ E / 41.987119°N,2.666477°E 146 msnm                     | bé integrant del patrimoni cultural català |                      | Modifica les dades a Wikidata |

## muntanya
| imatge | Nom       | Ubicat a     | instància de          | Detalls | coordenades                                                                                       | Protecció | Commons (més fotos)      | Dades a WD                    |
| ------ | --------- | ------------ | --------------------- | ------- | ------------------------------------------------------------------------------------------------- | --------- | ------------------------ | ----------------------------- |
|        | Sant Grau | Sant Gregori | muntanya              |         | 41° 59′ 33″ N, 2° 42′ 54″ E / 41.992444°N,2.715114°E 500 msnm                                     |           | Sant Grau (Sant Gregori) | Modifica les dades a Wikidata |
|        | el Rocàs  | Sant Gregori | muntanya volcà extint |         | 42° 00′ 41″ N, 2° 43′ 09″ E / 42.01146389°N,2.71924778°E Zona Volcànica de la Garrotxa 248.4 msnm |           |                          | Modifica les dades a Wikidata |

## nucli de població
| imatge | Nom                     | Ubicat a     | instància de      | Detalls | coordenades                                                        | Protecció | Commons (més fotos)     | Dades a WD                    |
| ------ | ----------------------- | ------------ | ----------------- | ------- | ------------------------------------------------------------------ | --------- | ----------------------- | ----------------------------- |
|        | Argelaguet              | Sant Gregori | nucli de població |         | 41° 58′ 22″ N, 2° 44′ 22″ E / 41.9728848079681°N,2.739380335994°E  |           |                         | Modifica les dades a Wikidata |
|        | Cal Corder              | Sant Gregori | nucli de població |         | 41° 59′ 53″ N, 2° 44′ 13″ E / 41.998097528867°N,2.7368626386543°E  |           |                         | Modifica les dades a Wikidata |
|        | Mas Vilà                | Sant Gregori | nucli de població |         | 41° 59′ 27″ N, 2° 44′ 43″ E / 41.990911390877°N,2.7453432533651°E  |           |                         | Modifica les dades a Wikidata |
|        | Santa Afra              | Sant Gregori | nucli de població |         | 42° 00′ 29″ N, 2° 43′ 12″ E / 42.007964652236°N,2.7199154364699°E  |           |                         | Modifica les dades a Wikidata |
|        | el Veïnat de l'Església | Sant Gregori | nucli de població |         | 41° 59′ 28″ N, 2° 44′ 16″ E / 41.991052296129°N,2.73787038813295°E |           | El Veïnat de l'Església | Modifica les dades a Wikidata |
|        | la Bruguera de Cartellà | Sant Gregori | nucli de població |         | 42° 00′ 35″ N, 2° 45′ 05″ E / 42.00983826467°N,2.7513060048941°E   |           |                         | Modifica les dades a Wikidata |
|        | la Vileta               | Sant Gregori | nucli de població |         | 42° 01′ 14″ N, 2° 45′ 31″ E / 42.020661507387°N,2.7585109385568°E  |           |                         | Modifica les dades a Wikidata |
|        | les Cases Noves         | Sant Gregori | nucli de població |         | 41° 59′ 05″ N, 2° 46′ 23″ E / 41.984665059135°N,2.7731330581985°E  |           |                         | Modifica les dades a Wikidata |
|        | les Cases del Corder    | Sant Gregori | nucli de població |         | 42° 00′ 16″ N, 2° 44′ 30″ E / 42.004413039721°N,2.7416667888205°E  |           |                         | Modifica les dades a Wikidata |

## pallissa
| imatge | Nom                           | Ubicat a     | instància de | Detalls                     | coordenades                                                                  | Protecció                                  | Commons (més fotos) | Dades a WD                    |
| ------ | ----------------------------- | ------------ | ------------ | --------------------------- | ---------------------------------------------------------------------------- | ------------------------------------------ | ------------------- | ----------------------------- |
|        | Paller                        | Sant Gregori | pallissa     | Estil: arquitectura popular | 41° 59′ 27″ N, 2° 44′ 17″ E / 41.990705°N,2.738167°E el Veïnat de l'Església | bé integrant del patrimoni cultural català |                     | Modifica les dades a Wikidata |
|        | Paller prop del Mas Virovella | Sant Gregori | pallissa     | Estil: arquitectura popular | 41° 59′ 01″ N, 2° 44′ 47″ E / 41.983515°N,2.746335°E                         | bé integrant del patrimoni cultural català |                     | Modifica les dades a Wikidata |

## polígon industrial
| imatge | Nom                          | Ubicat a     | instància de       | Detalls | coordenades                                                         | Protecció | Commons (més fotos) | Dades a WD                    |
| ------ | ---------------------------- | ------------ | ------------------ | ------- | ------------------------------------------------------------------- | --------- | ------------------- | ----------------------------- |
|        | Polígon industrial Ginestar  | Sant Gregori | polígon industrial |         | 42° 00′ 10″ N, 2° 44′ 14″ E / 42.0027593279376°N,2.73715820402012°E |           |                     | Modifica les dades a Wikidata |
|        | Polígon industrial La Joeria | Sant Gregori | polígon industrial |         | 41° 59′ 32″ N, 2° 46′ 32″ E / 41.9921049807636°N,2.77560695806659°E |           |                     | Modifica les dades a Wikidata |

## pont
| imatge | Nom                              | Ubicat a     | instància de | Detalls                     | coordenades | Protecció                                  | Commons (més fotos)    | Dades a WD                    |
| ------ | -------------------------------- | ------------ | ------------ | --------------------------- | --- | ------------------------------------------ | ---------------------- | ----------------------------- |
|        | Pont d'Argelaguet                | Sant Gregori | pont         |                             | 41° 59′ 03″ N, 2° 45′ 32″ E / 41.9842083371784°N,2.75892741350293°E                                                 |                                            |                        | Modifica les dades a Wikidata |
|        | Pont d'en Batlle                 | Sant Gregori | pont         | Estil: arquitectura popular | 42° 00′ 35″ N, 2° 44′ 13″ E / 42.009697°N,2.736924°E                                                                | bé cultural d'interès local                |                        | Modifica les dades a Wikidata |
|        | Pont d'en Peres                  | Sant Gregori | pont         | Estil: arquitectura popular | | bé cultural d'interès local                |                        | Modifica les dades a Wikidata |
|        | Pont d'en Toni                   | Sant Gregori | pont         | Estil: arquitectura popular | 42° 01′ 20″ N, 2° 45′ 38″ E / 42.022313°N,2.760493°E                                                                | bé cultural d'interès local                |                        | Modifica les dades a Wikidata |
|        | Pont de Can Carrasquet           | Sant Gregori | pont         | Estil: arquitectura popular | 41° 59′ 56″ N, 2° 46′ 19″ E / 41.998822°N,2.772047°E ca:Al nord de Mas Clapers, sobre el torrent de Gàrrep 100 msnm | bé cultural d'interès local                | Pont de Can Carrasquet | Modifica les dades a Wikidata |
|        | Pont de Can Carrera              | Sant Gregori | pont         | Estil: arquitectura popular | 42° 00′ 53″ N, 2° 45′ 23″ E / 42.014703°N,2.756469°E                                                                | bé cultural d'interès local                |                        | Modifica les dades a Wikidata |
|        | Pont del Castell de Cartellà est | Sant Gregori | pont         | Estil: arquitectura popular | 42° 00′ 44″ N, 2° 45′ 49″ E / 42.012198°N,2.763622°E                                                                | bé cultural d'interès local                |                        | Modifica les dades a Wikidata |
|        | Pont del Castell oest            | Sant Gregori | pont         | Estil: arquitectura popular | 42° 00′ 43″ N, 2° 45′ 47″ E / 42.011868°N,2.762923°E                                                                | bé cultural d'interès local                |                        | Modifica les dades a Wikidata |
|        | Pont del Ferro                   | Sant Gregori | pont         | Estil: arquitectura popular | | bé cultural d'interès local                |                        | Modifica les dades a Wikidata |
|        | Pont del Tornavell Petit         | Sant Gregori | pont         | Estil: arquitectura popular | | bé integrant del patrimoni cultural català |                        | Modifica les dades a Wikidata |

## serra
| imatge | Nom                  | Ubicat a                           | instància de | Detalls | coordenades                                                         | Protecció | Commons (més fotos) | Dades a WD                    |
| ------ | -------------------- | ---------------------------------- | ------------ | ------- | ------------------------------------------------------------------- | --------- | ------------------- | ----------------------------- |
|        | Muntanya de Can Soms | Sant Gregori Sant Martí de Llémena | serra        |         | 41° 59′ 44″ N, 2° 41′ 23″ E / 41.99545°N,2.689775°E 330.3 msnm      |           |                     | Modifica les dades a Wikidata |
|        | Muntanya de Sant Roc | Sant Gregori Sant Martí de Llémena | serra        |         | 41° 59′ 33″ N, 2° 40′ 12″ E / 41.99247778°N,2.66988056°E 326.1 msnm |           |                     | Modifica les dades a Wikidata |

## Misc
| imatge | Nom                                         | Ubicat a     | instància de                          | Detalls                                                           | coordenades                                                                            | Protecció                                  | Commons (més fotos)                 | Dades a WD                    |
| ------ | ------------------------------------------- | ------------ | ------------------------------------- | ----------------------------------------------------------------- | -------------------------------------------------------------------------------------- | ------------------------------------------ | ----------------------------------- | ----------------------------- |
|        | Casa de la Vila                             | Sant Gregori | casa consistorial                     | Estil: noucentisme 20th century                                   | 41° 59′ 26″ N, 2° 45′ 36″ E / 41.990469°N,2.760135°E ca:Av. Girona, 33 104 msnm        | bé integrant del patrimoni cultural català | Casa de la Vila (Sant Gregori)      | Modifica les dades a Wikidata |
|        | Escoles Agustí Gifré                        | Sant Gregori | edifici escolar                       |                                                                   | 41° 59′ 27″ N, 2° 45′ 37″ E / 41.990947°N,2.760187°E                                   | bé cultural d'interès local                | Escoles Agustí Gifré                | Modifica les dades a Wikidata |
|        | Llinda de cal Borni                         | Sant Gregori | llinda                                | Estil: arquitectura popular 16th century                          | 42° 01′ 16″ N, 2° 45′ 29″ E / 42.020979°N,2.75819°E ca:cal Borni de la Vileta 162 msnm | bé integrant del patrimoni cultural català | Llinda de cal Borni                 | Modifica les dades a Wikidata |
|        | Monument als donants de sang a Sant Gregori | Sant Gregori | monument                              | Creador: Jordi Bosch Lleó 2006-04-23 Anomenat per: donant de sang | 41° 59′ 26″ N, 2° 45′ 46″ E / 41.99055°N,2.7627333333333333°E                          |                                            |                                     | Modifica les dades a Wikidata |
|        | Oratori de la Mare de Déu de Fàtima         | Sant Gregori | oratori                               | Estil: arquitectura popular                                       | 42° 00′ 32″ N, 2° 43′ 11″ E / 42.00883°N,2.719672°E                                    | bé cultural d'interès local                | Oratori de la Mare de Déu de Fàtima | Modifica les dades a Wikidata |
|        | Sant Grau                                   | Sant Gregori | vèrtex geodèsic                       | Alt: 1.2m                                                         | 41° 59′ 33″ N, 2° 42′ 54″ E / 41.992394°N,2.71511°E Sant Grau 499.735 msnm             |                                            | Sant Grau                           | Modifica les dades a Wikidata |
|        | Suro-alzina de Mas Obert                    | Sant Gregori | arbre singular                        | Taxon: alzina surera alzina (Quercus suber Quercus ilex)          |                                                                                        |                                            |                                     | Modifica les dades a Wikidata |
|        | Torre de Sant Medir                         | Sant Gregori | torre de defensa                      |                                                                   |                                                                                        | bé cultural d'interès local                |                                     | Modifica les dades a Wikidata |
|        | carrer de Baix                              | Sant Gregori | carrer                                |                                                                   | 41° 59′ 21″ N, 2° 45′ 44″ E / 41.989298°N,2.762089°E                                   |                                            |                                     | Modifica les dades a Wikidata |
|        | creu de terme de Sant Gregori               | Sant Gregori | creu de terme creu de la Santa Missió | Estil: arquitectura popular                                       | 41° 59′ 30″ N, 2° 44′ 20″ E / 41.991713°N,2.73876°E el Veïnat de l'Església            | bé cultural d'interès nacional             | Creu de terme de Sant Gregori       | Modifica les dades a Wikidata |
|        | font Groga                                  | Sant Gregori | font                                  | Estil: arquitectura popular                                       | 41° 59′ 34″ N, 2° 44′ 02″ E / 41.992871°N,2.733969°E                                   | bé integrant del patrimoni cultural català | Font Groga (Sant Gregori)           | Modifica les dades a Wikidata |